# Vladimir von Boeckmann
Vladimir Aleksandrovitj von Boeckmann, även Böckmann, född 31 maj 1848, död 26 november 1923, var en rysk militär och generalguvernör över Finland.
Boeckmann blev 1864 officer, 1879 överste och 1907 kavallerigeneral. Han ledde krossandet av upproret i Kurland i samband med ryska revolutionen 1905 och blev 1906 kommendant för en i Finland förlagd armékår. Då de ryska reaktionära rörelserna efter en tid av eftergifter gentemot finska intressen åter fick vind i seglen sedan samförståndspolitikens målsman Nikolaj Nikolajevitj Gerhard tvingas avgå, ersattes han av von Boeckeman. När mot all förmodan Boeckmann inte godkände andra förtrycksperiodens russificering tvingades han avgå redan 1909 och erhöll i stället en post i det maktlösa ryska riksrådet.
Efter ryska revolutionen flydde han till Finland och bodde sina sista år på ett sanatorium på Karelska näset med pension från finska staten. 